# Ablautus rufotibialis
Ablautus rufotibialis là một loài ruồi thuộc họ Ruồi ăn sâu.